# Zura
Zura (ros. Зура) – wieś (sieło) w Rosji, w Udmurcji, w rejonie igrińskim. W 2010 liczyła 2595 mieszkańców.